# Макаров, Николай Иванович (генерал-лейтенант)
Николай Иванович Макаров (28 февраля 1930, Сутка, Ивановская Промышленная область — 22 декабря 2003, Москва) — советский военный деятель, генерал-лейтенант.

## Биография
Родился 28 февраля 1930 года в селе Сутка (ныне — в Ярославской области). Член КПСС с 1953 года.
В 1950 году окончил Московское военное училище МГБ. Служил в 8-м Вентспилском ПОГО (заместитель начальника заставы, начальник заставы, начальник штаба комендатуры), с 1959 — в 11-м Кингисеппском ПОГО (старший офицер, начальник 5-го отделения штаба), с 1964 — в 82-м Мурманском ПОГО (заместитель начальника штаба). В 1965—1966 годы — 1-й заместитель начальника — начальник штаба 101-го Алакурттинского ПОГО Северо-Западного пограничного округа КГБ; в 1966—1970 — начальник 53-го Хинганского ПОГО Забайкальского пограничного округа КГБ.
В 1972 году окончил Военную академию Генштаба ВС СССР.
В 1972—1977 годы — 1-й заместитель начальника войск — начальник штаба, с марта 1977 по май 1981 года — начальник войск Закавказского пограничного округа КГБ.
В 1981—1983 годы — заместитель руководителя Представительства КГБ в Афганистане по пограничным вопросам.
С февраля 1983 по июль 1985 и с ноября 1986 по 1992 год — начальник Высших пограничных командных курсов КГБ СССР (с 11.7.1990 — Всесоюзный институт повышения квалификации офицерского состава пограничных войск, с декабря 1991 — Институт повышения квалификации офицерского состава пограничных войск МБ РФ, с февраля 1992 — Академия пограничных войск РФ).
С июля 1985 по декабрь 1986 года — помощник начальника ГУПВ КГБ СССР по специальным вопросам — начальник Оперативной группы. В марте 1993 года уволен в отставку.
Работал преподавателем, профессором кафедры тактики и оперативного использования пограничных войск Общевойсковой академии ВС РФ, профессором кафедры оперативного искусства Академии ФПС России.
Умер 22 декабря 2003 года в Москве, похоронен на Троекуровском кладбище.